# 305th Air Mobility Wing

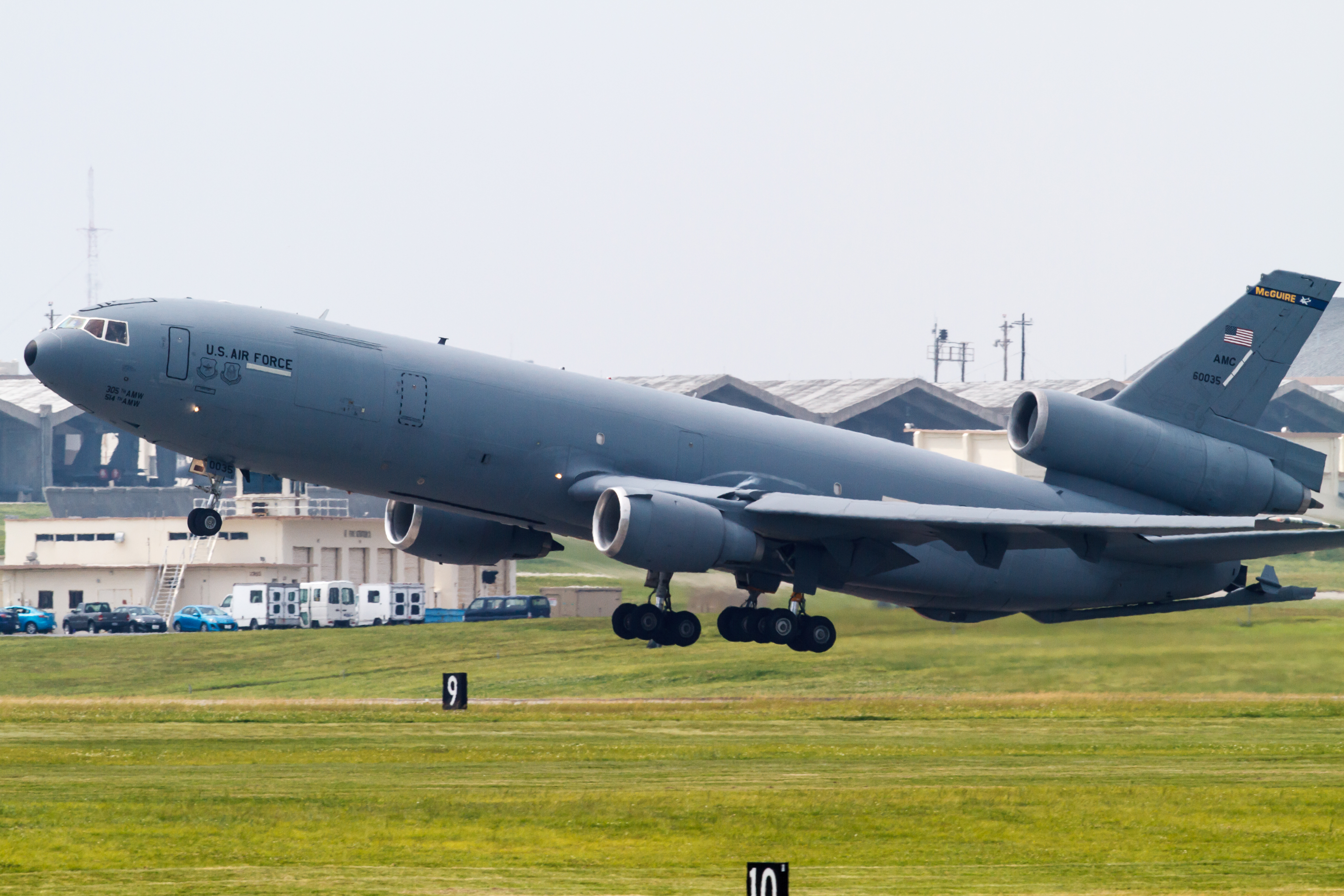
KC-10A dello Stormo

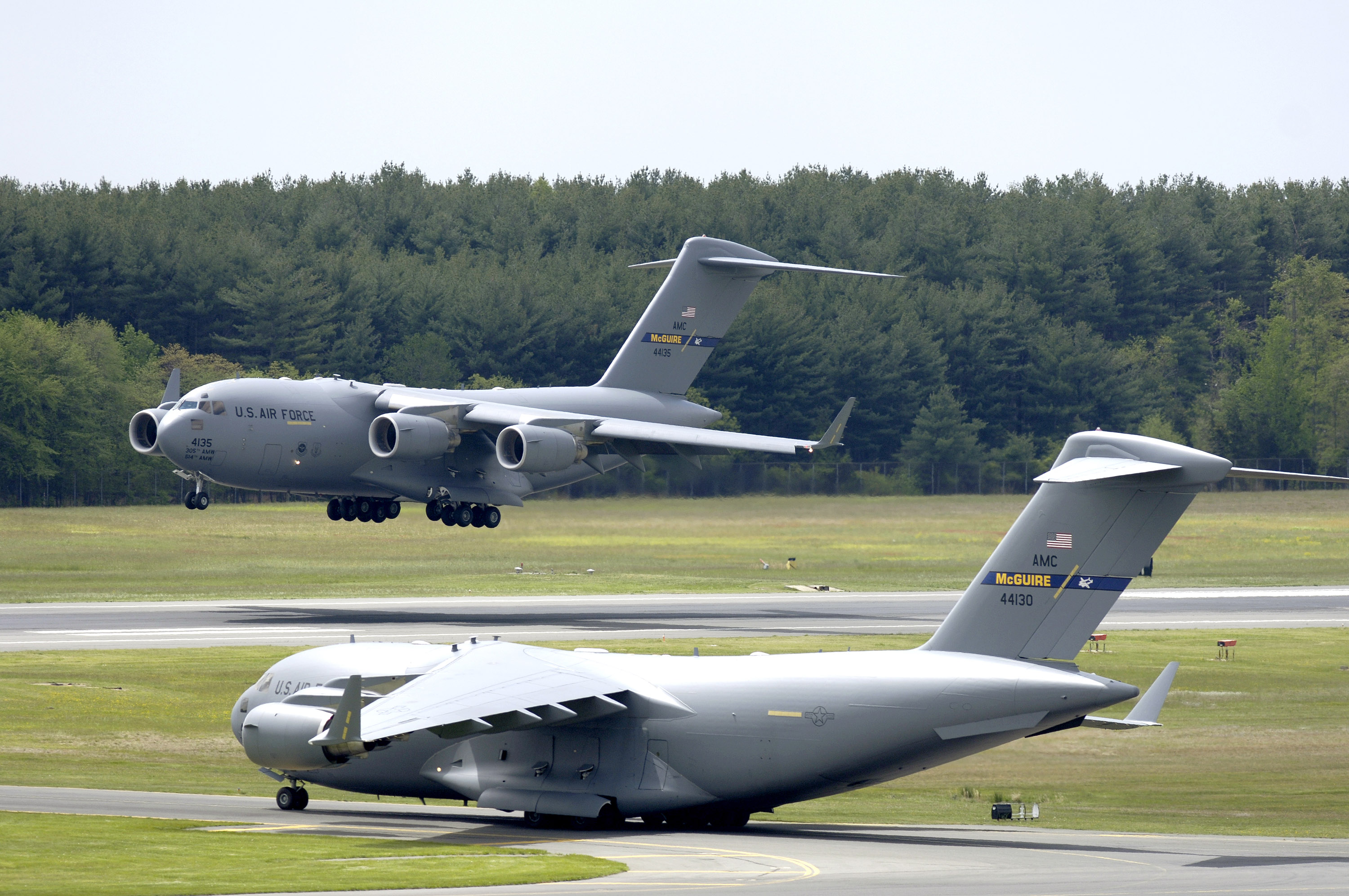
C-17A del 6th AS

Il 305th Air Mobility Wing è uno stormo da mobilità aerea dell'Air Mobility Command, inquadrato nella Eighteenth Air Force. Il suo quartier generale è situato presso la Joint Base McGuire-Dix-Lakehurst, nel New Jersey.

## Organizzazione
Attualmente, al maggio 2017, esso controlla:
- 305th Operations Group
  - 305th Operation Support Squadron, striscia di coda blu con disegno di un P-38 Lightning e scritta gialla McGUIRE
  -  6th Airlift Squadron – Equipaggiato con 16 C-17A
  -  2nd Air Refueling Squadron – Equipaggiato con 16 KC-10A e 14 KC-46A
  -  32nd Air Refueling Squadron – Equipaggiato con 16 KC-10A, prevista la sostituzione con i KC-46A
  -  911th Air Refueling Squadron, Seymour Johnson Air Force Base, Carolina del Nord - Associato al 916th Air Refueling Wing
- 305th Maintenance Group
  - 305th Aircraft Maintenance Squadron
  - 605th Aircraft Maintenance Squadron
  - 305th Aerial Port Squadron
  - 305th Maintenance Squadron